# Ferison

Diagramme de Venn d'un syllogisme en Ferison.

Ferison est un terme de la logique aristotélicienne désignant un des six syllogismes de la troisième figure des vingt-quatre modes. Il comprend une majeure de type E, une mineure de type I et une conclusion de type O, c'est-à-dire une majeure universelle négative, une mineure particulière affirmative et une conclusion particulière négative.
Un syllogisme en Ferison consiste en une proposition de ce type : Aucun M n'est P, or quelque M est S, donc quelque S n'est pas P.
Les cinq autres syllogisme de la troisième figure sont Darapti, Bocardo, Datisi, Felapton et Disamis.

## Exemples de syllogismes en Ferison
1. Aucun chat n'est un chien ;
2. Or certains chats sont des quadrupèdes ;
3. Donc il y a des quadrupèdes qui ne sont pas des chiens.

1. Aucun boxeur n'est vraiment pacifiste ;
2. Certains boxeurs pratiquent la philosophie ;
3. Donc certains philosophes ne sont pas pacifistes.

1. « Nulle sottise n'est éloquente ;
2. Il y a des sottises en figures ;
3. Il y a donc des figures qui ne sont pas éloquentes. »[1]